# Clube de Jornalistas
O Clube de Jornalistas (fundado em 8 de Novembro de 1983) é a maior associação portuguesa de jornalistas, não mutualista nem sindical, contando actualmente cerca de sete centenas de associados, repartidos pelos principais órgãos de informação de todo o país.

## Prémios Gazeta
Os Prémios Gazeta são considerados os mais importantes do jornalismo português. Distinguem anualmente jornalistas nas áreas da Imprensa, Televisão, Rádio, Fotografia e Multimédia. Como categorias gerais é atribuído um Prémio Gazeta Revelação e um Prémio Gazeta de Mérito. Pela primeira vez na sua história, a atribuição dos Prémios Gazeta foi adiada em 2020, devido à pandemia de Covid-19, com a edição a cerimónia a realizar-se em 2021 a premiar trabalhos publicados em 2019 e 2020.

### Vencedores
José Pedro Castanheira é o único jornalista com três Prémios Gazeta (Prémio Macau 1990, Grande Prémio 1992 e Imprensa 1993). Rui Araújo foi o primeiro jornalista a conquistar dois Gazeta, e a ser premiado por duas vezes na mesma categoria (Televisão 1984 e Televisão 1991). Ribeiro Cardoso foi o primeiro jornalista a ganhar em duas categorias (Televisão 1987 e Prémio Macau 1992). Manuel Roberto foi o primeiro jornalista a ganhar duas categorias regulares distintas (Multimédia 2013 e Imprensa 2014). Catarina Santos é a única jornalista a ser premiada na mesma categoria por dois anos consecutivos (Multimédia 2014 e 2015).
A TSF (Rádio 1988) e o Expresso (Gazeta de Mérito 1997) são os únicos órgãos de comunicação social a receber coletivamente um Prémio Gazeta numa categoria individual.
| Ano     | Imprensa                                                                      | Imprensa regional            | Rádio                                                                     | Televisão                                                   | Fotografia                  | Multimédia                                                                         | Revelação | Prémio Gazeta de Mérito       |
| ------- | ----------------------------------------------------------------------------- | ---------------------------- | ------------------------------------------------------------------------- | ----------------------------------------------------------- | --------------------------- | ---------------------------------------------------------------------------------- | --- | ----------------------------- |
| 1984    | Carlos Cáceres Monteiro (O Jornal) e Rui Cartaxana (Diário Popular), ex-aqueo | -                            | Carlos Júlio, Emídio Rangel, Carlos de Carvalho e Mário Murcho (Antena 1) | Rui Araújo (RTP)                                            | Carlos Gil (Revista Mais)   | -                                                                                  | - | -                             |
| 1985    | Armando Baptista-Bastos                                                       | -                            | -                                                                         | Mário Lindolfo e Carlos Narciso                             | -                           | -                                                                                  | Inês Pedrosa                                                                                                 | -                             |
| 1986    | Paulo David                                                                   | -                            | António Cartaxo                                                           | Joaquim Furtado                                             | Rui Ochoa                   | -                                                                                  | - | -                             |
| 1987    | Benjamim Formigo e José Júdice                                                | -                            | Adelino Gomes                                                             | Ribeiro Cardoso                                             | Corrêa dos Santos           | -                                                                                  | Rui Pereira                                                                                                  | -                             |
| 1988    | Joaquim Vieira                                                                | -                            | TSF                                                                       | Manuela Figueiredo Martins                                  | Álvaro Geraldo              | -                                                                                  | Paula Sanches                                                                                                | -                             |
| 1989    | Agostinho Santos                                                              | -                            | Sidónio Bettencourt                                                       | Maria Augusta Seixas                                        | Manuel Moura                | -                                                                                  | Helena Mendonça.                                                                                             |                               |
| 1990    | Fernado Dacosta (Público)                                                     | -                            | João Almeida, Paulo Bastos e João Paulo Baltazar (TSF)                    | Laurinda Alves e Cândido de Azevedo (RTP)                   | Luís Vasconcelos (Público)  | -                                                                                  | Catarina Portas Menção honrosa: António Granado (Público) e Rafael Rodrigues (Diário do Alentejo)            | -                             |
| 1991    | Victor Bandarra                                                               | Jornal de Leiria             | David Borges                                                              | Rui Araújo                                                  | Nuno Ferrari                | -                                                                                  | Luís Pedro Nunes Menção honrosa: Cláudia Moura, Paulo Anunciação e Teresa Margarida Rebelo                   | -                             |
| 1992    | José António Cerejo                                                           | Jornal do Fundão             | João Gabriel                                                              | Jacinto Godinho                                             | Luís de Carvalho            | -                                                                                  | Bárbara Reis Menção honrosa: Ana Lourenço, José Vegar, João Pedro Fonseca, Mário Cardoso e Sarah Adamopoulos | -                             |
| 1993    | José Pedro Castanheira                                                        | O Ribatejo                   | João Paulo Guerra                                                         | Diana Andringa                                              | Inácio Ludgero              | -                                                                                  | Luís Vilalobos Menção honrosa: Mónica Pereira                                                                | -                             |
| 1994    | Maria Augusta Silva                                                           | Gazeta do Interior           | Emídio Fernando e Alexandrina Guerreiro                                   | Jorge Campos                                                | Orlando Teixeira            | -                                                                                  | Ana Margarida de Carvalho Menção honrosa: Filipa Melo                                                        | -                             |
| 1995    | -                                                                             | Matosinhos Hoje              | -                                                                         | -                                                           | -                           | -                                                                                  | António Sampaio Menção honrosa: Jorge Marmelo                                                                | -                             |
| 1996    | -                                                                             | Transmontano                 | -                                                                         | -                                                           | -                           | -                                                                                  | Catarina Carvalho                                                                                            | -                             |
| 1997    | -                                                                             | Jornal de Sintra             | -                                                                         | -                                                           | -                           | -                                                                                  | Luís Osório                                                                                                  | Mário Mesquita e Expresso     |
| 1998    | -                                                                             | Primeira Linha               | -                                                                         | -                                                           | -                           | -                                                                                  | Daniel Oliveira Menção honrosa: Sónia Morais Santos                                                          | -                             |
| 1999    | -                                                                             | Setúbal na Rede              | -                                                                         | -                                                           | -                           | -                                                                                  | Sónia Andrade                                                                                                | José Antunes e Rafael Correia |
| 2000    | -                                                                             | O Interior                   | -                                                                         | -                                                           | -                           | -                                                                                  | Patrícia Paixão Menção honrosa: Jaime Cravo                                                                  | -                             |
| 2001    | -                                                                             | Diário do Alentejo           | -                                                                         | -                                                           | -                           | -                                                                                  | Paulo Pena                                                                                                   | -                             |
| 2002    | -                                                                             | Açoreano Oriental            | -                                                                         | -                                                           | -                           | -                                                                                  | Marta Curto (Revista Pública)                                                                                | Luís Afonso                   |
| 2003    | -                                                                             | Jornal do Centro             | -                                                                         | -                                                           | -                           | -                                                                                  | Liliana Garcia (Jornal do Centro)                                                                            | Carlos Fino                   |
| 2004    | -                                                                             | Diário de Notícias (Madeira) | -                                                                         | -                                                           | -                           | -                                                                                  | José Eduardo Fialho Gouveia (O Independente)                                                                 | Armando Baptista-Bastos       |
| 2005    | -                                                                             | Barlavento                   | -                                                                         | -                                                           | -                           | -                                                                                  | Inês Almeida (Diário de Notícias)                                                                            | Edite Soeiro                  |
| 2006    | -                                                                             | Mais Alentejo                | -                                                                         | -                                                           | -                           | -                                                                                  | João Pacheco (Revista Pública)                                                                               | Manuel António Pina           |
| 2007    | -                                                                             | O Mirante                    | -                                                                         | -                                                           | -                           | -                                                                                  | João Luz (Visão)                                                                                             | Eduardo Gageiro               |
| 2008    | -                                                                             | Diário do Sul                | -                                                                         | -                                                           | -                           | -                                                                                  | Vítor Rodrigues Oliveira (Antena 1)                                                                          | José Carlos Vasconcelos       |
| 2009    | -                                                                             | Repórter do Marão            | -                                                                         | -                                                           | -                           | -                                                                                  | - | João Paulo Guerra             |
| 2010    | Sofia Lorena (Público)                                                        | Região de Leiria             | Carlos Júlio (TSF)                                                        | Ana Sofia Fonseca (SIC)                                     | Rodrigo Cabrita             | -                                                                                  | Clara Silva                                                                                                  | Adelino Gomes                 |
| 2011    | Paulo Moura                                                                   | Jornal de Barcelos           | José Manuel Rosendo (Antena 1)                                            | Amélia Moura Ramos e Miriam Alves (SIC)                     | Jorge Simão                 | -                                                                                  | Alexandre Soares                                                                                             | Fialho de Oliveira            |
| 2012    | José António Cerejo (Público)                                                 | Folha de Montemor-o-Novo     | Rita Colaço (Antena 1)                                                    | Cândida Pinto, João Nuno Assunção e Jorge Pelicano (SIC)    | Bruno Simões Castanheira    | Tiago Carrasco, João Fontes e João Henriques                                       | - | Germano Silva                 |
| 2013    | Paulo Pena (Visão)                                                            | Jornal da Bairrada           | Maria Augusta Casaca (TSF)                                                | Ana Leal (TVI)                                              | José Carlos Carvalho        | Catarina Gomes, Ricardo Rezende, Manuel Roberto, Dinis Correia e Andreia Espadinha | Catarina Fernandes Martins                                                                                   | Helena Marques                |
| 2014    | Manuel Carvalho e Manuel Roberto (Público)                                    | Soberania do Povo            | Mário Galego (Antena 1)                                                   | Pedro Coelho (SIC)                                          | António Cotrim (Lusa)       | Catarina Santos (Rádio Renascença)                                                 | Vânia Maia                                                                                                   | Fernando Paulouro Neves       |
| 2015    | Ricardo J. Rodrigues                                                          | Reconquista                  | Rita Colaço (Antena 1)                                                    | Sofia Leite                                                 | Pepe Brix                   | Catarina Santos (Rádio Renascença)                                                 | Sibila Lind                                                                                                  | Vicente Jorge Silva           |
| 2016    | Luciana Leiderfarb                                                            | Barcelos Popular             | Isabel Meira (TSF)                                                        | Margarida Metello (RTP2)                                    | Enric Vives-Rubio (Público) | Teresa Abecasis e João Carlos Malta (Rádio Renascença)                             | - | José Quitério                 |
| 2017    | Joana Gorjão Henriques (Público)                                              | Correio da Feira             | Cláudia Arsénio (TSF)                                                     | Pedro Coelho (SIC)                                          | Adriano Miranda (Público)   | João Santos Duarte e Tiago Miranda (Expresso)                                      | Margarida David Cardoso (Público)                                                                            | Luís Filipe Costa             |
| 2018    | Virgílio Azevedo (Expresso)                                                   | Notícias de Gouveia          | Mário Rui Cardoso (Antena 1)                                              | Ana Luísa Rodrigues (RTP) e Victor Bandarra (TVI), ex-aqueo | Paulo Novais (Lusa)         | Diogo Cardoso e Sofia da Palma Rodrigues (Divergente)                              | Ricardo Ribeiro e Maria Almeida (Fumaça)                                                                     | António                       |
| 2019/20 | António Marujo                                                                | O Gaiense                    | Carolina Ferreira e Miguel Soares (Antena 1)                              | João Pedro Mendonça (RTP)                                   | José Sena Goulão (Lusa)     | João Francisco Gomes e Sónia Simões (Observador)                                   | Andreia Friaças (Público)                                                                                    | Diana Andringa                |

| Ano  | Grande Prémio Gazeta                                             | Jornalismo Regional | Entrevista                 | Crónica                   | Cartoon      |
| ---- | ---------------------------------------------------------------- | ------------------- | -------------------------- | ------------------------- | ------------ |
| 1990 | -                                                                | -                   | -                          | Fernando Brederode Santos | -            |
| 1991 | -                                                                | -                   | -                          | Rui Cardoso Martins       | Pedro Palma  |
| 1992 | -                                                                | -                   | -                          | Manuel António Pina       | António      |
| 1993 | -                                                                | -                   | Fernando Dacosta           | João Carreira Bom         | Luís Afonso  |
| 1994 | -                                                                | Américo Rodrigues   | Mário Bettencourt Resendes | Rui Cardoso Martins       | António Maia |
| 1995 | Francisco Sena Santos                                            | -                   | -                          | -                         | -            |
| 1996 | António Pedro Ferreira                                           | -                   | -                          | -                         | -            |
| 1997 | Carlos Pinto Coelho                                              | -                   | -                          | -                         | -            |
| 1998 | Tolentino de Nóbrega                                             | -                   | -                          | -                         | -            |
| 1999 | Hernâni Carvalho, Jorge Araújo, José Vegar e Luciano Alvarez     | -                   | -                          | -                         | -            |
| 2000 | Amélia Moura Ramos                                               | -                   | -                          | -                         | -            |
| 2001 | Maria Augusta Seixas                                             | -                   | -                          | -                         | -            |
| 2002 | José Pedro Castanheira e Valdemar Cruz (Expresso)                | -                   | -                          | -                         | -            |
| 2003 | Ana Sousa Dias (RTP 2)                                           | -                   | -                          | -                         | -            |
| 2004 | Anabela de Saint-Maurice (RTP)                                   | -                   | -                          | -                         | -            |
| 2005 | Alexandra Lucas Coelho (Público) e Cândida Pinto (SIC), ex-aqueo | -                   | -                          | -                         | -            |
| 2006 | Jacinto Godinho (RTP)                                            | -                   | -                          | -                         | -            |
| 2007 | Joaquim Furtado (RTP)                                            | -                   | -                          | -                         | -            |
| 2008 | Sofia Leite e António Louçã (RTP)                                | -                   | -                          | -                         | -            |
| 2009 | Miguel Carvalho (Visão)                                          | -                   | -                          | -                         | -            |

| Ano  | Prémio Macau                                            | Prémio Ambiente       | Novas Tecnologias  | Assembleia da República     | Segurança Rodoviária         | Reportagem sobre Portugal publicada no estrangeiro |
| ---- | ------------------------------------------------------- | --------------------- | ------------------ | --------------------------- | ---------------------------- | -------------------------------------------------- |
| 1984 | -                                                       | -                     | -                  | -                           | -                            | Maria Luísa Corujo Alonso                          |
| 1985 | -                                                       | -                     | -                  | -                           | -                            | Guy Ackermann                                      |
| 1987 | -                                                       | -                     | Maria Clara Simões | -                           | Alfredo Natal                | -                                                  |
| 1988 | -                                                       | -                     | -                  | -                           | Fernando Soares              | -                                                  |
| 1990 | José Pedro Castanheira e António Pedro Ramalho Ferreira | -                     | -                  | -                           | João Paulo Velez             | -                                                  |
| 1991 | -                                                       | -                     | -                  | Ana Sá Lopes e Angela Silva | António Lage e Nuno Ferreira | -                                                  |
| 1992 | Ribeiro Cardoso                                         | Miguel Sousa Tavares  | -                  | -                           | -                            | -                                                  |
| 1993 | Carlos Pinto Santos                                     | -                     | -                  | -                           | -                            | -                                                  |
| 1994 | Paulo Coutinho                                          | José Manuel Fernandes | -                  | -                           | -                            | -                                                  |
| 1995 | Ricardo Pinto                                           | -                     | -                  | -                           | -                            | -                                                  |